# KH.50
KH.50 (чеш. Kolohousenka 50, Колёсно-гусеничная 50) — экспериментальный чехословацкий лёгкий танк конца 1920-х — начала 1930-х годов.

## История

### Предпосылки к созданию танка
В середине 1920-х гг. страны, обновлявшие своё вооружение, тщательно занимались модификацией танкеток (в качестве разведывательных машин) и лёгких танков (в качестве танков прорыва). Пионером в области обновлений стал Дж. У. Кристи, который первым предложил создавать машины, способные передвигаться как на колёсах, так и на гусеницах.
Основываясь на идеях Кристи, страны Европы начали производить экспериментальные образцы колёсно-гусеничных машин: в Великобритании появились танкетки Carden-Loyd Mk IV и Carden-Loyd Mk V. в Германии подпольно проектировались RR-7 и Sd.Kfz.254. Наилучших результатов добились австрийские конструкторы, а впоследствии и инженеры Чехословакии начали проектировать подобные машины.

### Прототип танка: немецкий трактор
Работы на колесно-гусеничным шасси чехословацкого образца проводили три фирмы: Ringhoffer, Laurin & Klement (позднее вошла в Škoda Holding и Breitfeld-Danek (позднее была объединена с фирмой ČKD). Помощь в работе оказал инженер Фоллмер, известный своими проектами танков A7V и LK, а также фирма Hille-Werke из Дрездена.
За образец был взят трактор Hanomag WD-50PS (фирма Caterpillar). Его ходовая часть была переоборудована под установку автомобильных колес и подъёмных механизмов. Моторный отсек и место механика-водителя поменялись местами. Был установлен бензиновый двигатель WD-50 немецкого производства мощностью 50 л. с. Трансмиссия была механической, с ручной 4-ступенчатой коробкой переключения передач (3 скорости вперед и 1 назад). Запас топлива размещался в одном баке и составлял 160 литров.
Гусеница для борта состояла из следующих деталей: 10 небольших металлических опорных катков с блокированной подвеской на пружинных рессорах, 5 поддерживающих роликов, 48 стальных траков шириной 300 мм. Ведущие колеса размещались сзади, направляющие — спереди. Передние автомобильные колёса не имели подрессоривания и служили для поворота машины. Задние колеса были двускатными для улучшения проходимости по пересеченной местности, а также были амортизированы на листовых полуэллиптических рессорах. Замена колёс на гусеницы происходила в течение 20 минут при помощи механического привода.
Первый опытный образец модифицированного трактора был закуплен в 1923 году за 1 миллион и 300 тысяч крон для проведения испытаний. В плане ходовых качеств машина превзошла французский танк FT-17. Однако было непонятно, как изменятся ходовые качества после бронирования шасси.

### Экспериментальный образец KH.50 и его технические характеристики
Построить прототипы чехословацкие инженеры желали на немецких заводах, но производство оружия в Германии (кроме гражданского) было запрещено по условиям Версальского мирного договора, поэтому все детали для танка пришлось производить в Чехословакии. В том же 1921 году фирма Breifeld-Danek изготовила два экспериментальных колёсно-гусеничных танка, которые и были названы KH.50.
Из-за особенностей тракторного шасси надстройка корпуса была довольно высокой и недостаточно широкой, что отрицательно сказалось на ходовых качествах и защите танка. Бронирование было приемлемым для тех лет: лобовая, бортовая и башенная броня — 14 мм, корма и крыша — 6 мм. По проекту танк вооружался 37-мм пушкой или 7,92-мм тяжелым пулеметом Schwarzlose Š-24, размещенным в одноместной цилиндрической башне.
Экипаж танка состоял из двух человек. Спереди находилось место механика-водителя, в боевом отделении размещался командир машины, выполнявший также обязанности заряжающего, наводчика и артиллериста. В танк можно было попасть через дверь в левом борте и люк в лобовом листе корпуса. Для экипажа были оборудованы смотровые щели в корпусе и башне, защищенные бронестеклами. Из прицельных приспособление имелся только башенный оптический прицел.

### Первые испытания
На армейских испытаниях, проведенных под наблюдением специалистов Военно-Технического Института, выявилось множество проблем технического характера. Танк КН-50 двигался гораздо медленнее из-за слабого двигателя и огромной массы. Максимальная скорость составила 35 км/ч при движении на колёсах (только по твёрдому грунту) и 15 км/ч на гусеничном ходу. Несмотря на заявления специалистов о нецелесообразности использования тракторного шасси для танков, военные ещё не решили отказываться от танков. Чешские фирмы решили улучшить машину.

### Попытки модернизации
Первый этап модернизации был проведен в 1927 году усилиями фирмы ČKD. Танк был назван KH.60, где под цифрой 60 подразумевалась мощность двигателя (60 л. с.). Был установлен новый двигатель WD-60PS и новая 4-ступенчатая коробка передач, а также новая 47-мм противотанковая пушка Vickers (вместо неё также стало возможным ставить два 7,92-мм пулемёта). Кроме того, танк оснащался обновленным корпусом, который приобрел более ломаную форму, и более крупной башней. Скорость повысилась до 45 км/ч на колёсах и 18 км/ч на гусеницах, но танк не отличался более ничем от первого варианта. В 1929 году появилась ещё одна модификация, которую назвали КН.70. Она была ещё быстрее и развивала скорость до 60 км/ч, а также быстрее переходила с колёсного на гусеничный ход. Но танк был слишком тяжёлым и не понравился военным, поэтому в производство не поступал. Впрочем, даже в 1932 году некоторые специалисты настаивали на производстве тяжёлого танка серии KH.

### Выпущенные образцы
Точные данные о количестве не известны, но предполагается, что были созданы 2 танка КН.50, 2 танка KH.60 и один танк KH.70. По мнению историков, обе машины KH.60 были проданы в 1927 году Советскому Союзу, а единственный экземпляр KH.70 был доставлен в Италию. Первый же опытный образец KH.50 был вскоре разобран, а опытный образец KH.60 до 1935 года использовался в армии Чехословакии (вскоре он был отправлен в танковую школу в качестве тренажёра для подготовки танкистов). В 1939 году танк был отправлен немцами в пункт сбора трофейной техники, где его следы теряются.